# Decapterus maruadsi
Decapterus maruadsi es una especie de peces de la familia Carangidae en el orden de los Perciformes.

## Morfología
• Los machos pueden llegar alcanzar los 25 cm de longitud total.

## Distribución geográfica
Se encuentra desde las  costas del Mar de la China Meridional hasta las de las Islas Marianas.